# Ismail Adouab
Ismail Adouab es un actor marroquí. Es conocido por su papel en la película de Nabil Ayouch de 2021, Casablanca Beats (en francés: Haut et Fort), que fue seleccionada para competir por la Palma de Oro en el Festival de Cannes de 2021.